# Joshua Kennedy
Pour les articles homonymes, voir Kennedy.
Joshua Blake Kennedy, né le 20 août 1982 à Wodonga, dans l'État de Victoria en Australie, est un footballeur australien. Cet attaquant, qui a pris sa retraite le 26 juin 2015, fut un international australien de 2006 à 2014.

## Carrière
- 1999-2000 : Carlton SC,  Australie
- 2000-2002 : VfL Wolfsburg,  Allemagne
- 2002-2003 : Stuttgarter Kickers,  Allemagne
- 2003-2005 : FC Cologne,  Allemagne
- 2005-jan.2006 : Dresde,  Allemagne
- jan.2006-jan.2008 : FC Nuremberg,  Allemagne
- jan.2008-2009 : Karlsruher SC,  Allemagne
- 2009-déc. 2014 : Nagoya Grampus,  Japon
- 2015 : Melbourne City FC,  Australie

## Palmarès
- Championnat d'Océanie U20
  - Champion en 2001 ( Australie)
- Coupe d'Allemagne :
  - Champion en 2007 ( FC Nuremberg)
- Championnat du Japon :
  - Champion en 2010 ( Nagoya Grampus)
- Supercoupe du Japon :
  - Vainqueur en 2011 ( Nagoya Grampus)
- Meilleur buteur de la J. League : 2010, 2011
  - J. League Best Eleven : 2010, 2011